# Аггядик
Аггядик (азерб. Ağgədik), ранее Кятук (азерб. Kətük) или Кётюк (азерб. Kötük) — село в Ханабадском сельском административно-территориальном округе Ходжалинского района Азербайджана.

## География
Сёла Ханабад, Аггядик, Ашагы-Гылычбаг входят в состав Ханабадского сельского административно-территориального округа Ходжалинского района, при этом село Ханабад является центром этого сельского административно-территориального округа. Село расположено на высоте 1114 м.

## История
В советский период на 1 января 1977 года село называлось Кятук и входило в состав Ханабадского сельсовета Степанакертского района Нагорно-Карабахской автономной области (НКАО) Азербайджанской ССР. Указом Президиума Верховного Совета Азербайджанской ССР от 15 мая 1978 года было постановлено утвердить решение исполнительного комитета областного Совета народных депутатов Нагорно-Карабахской автономной области о переносе центра Степанакертского района из города Степанакерт (ныне Ханкенди) в рабочий посёлок Аскеран и переименовании Степанакертского района в Аскеранский район. В результате это село оказалось в составе Аскеранского района НКАО Азербайджанской ССР.
2 сентября 1991 года на совместной сессии Нагорно-Карабахского областного и Шаумяновского районного Советов народных депутатов была принята Декларация о провозглашении Нагорно-Карабахской Республики в границах Нагорно-Карабахской автономной области (НКАО) и сопредельного Шаумяновского района Азербайджанской ССР.
26 ноября 1991 года Верховный Совет Азербайджанский Республики принял Закон «Об упразднении Нагорно-Карабахской автономной области Азербайджанской Республики». В этом Законе было постановлено помимо упразднения Нагорно-Карабахской Автономной Области (НКАО), в том числе также и упразднение Аскеранского района, образование Ходжалинского района с центром в городе Ходжалы и передача территории упразднённого Аскеранского района в состав Ходжалинского района. Решением Милли Меджлиса Азербайджанской Республики от 29 декабря 1992 года № 428 село Кётюк Ходжалинского района было переименовано в Агкядик (или Аггядик). Таким образом, в настоящее время это село Аггядик и входит в состав Ханабадского сельского административно-территориального округа Ходжалинского района.
В результате Карабахского конфликта село в начале 1990-х годов попало под контроль непризнанной Нагорно-Карабахской Республики (НКР). Согласно административно-территориальному делению непризнанной республики, контролировавшей село с начала 1990-х до 2023 года, село располагалось в Аскеранском районе НКР носило название Кятук (арм. Քյաթուկ).
Согласно Трёхстороннему Заявлению в ночь с 9 по 10 ноября 2020 года, подписанному по итогам Второй Карабахской войны, село перешло под контроль Российских миротворческих сил.
В результате боевых действий в сентябре 2023 года Азербайджан восстановил свой контроль над селом.

## Население
По переписи 1921 года в селе жили 612 армян. Население села сократилось за период советской власти, многие жители мигрировали в крупные города. Село сильно пострадало в ходе Карабахского конфликта, в 2005 году здесь проживало лишь 8 человек.